# Zasłonak malachitowy

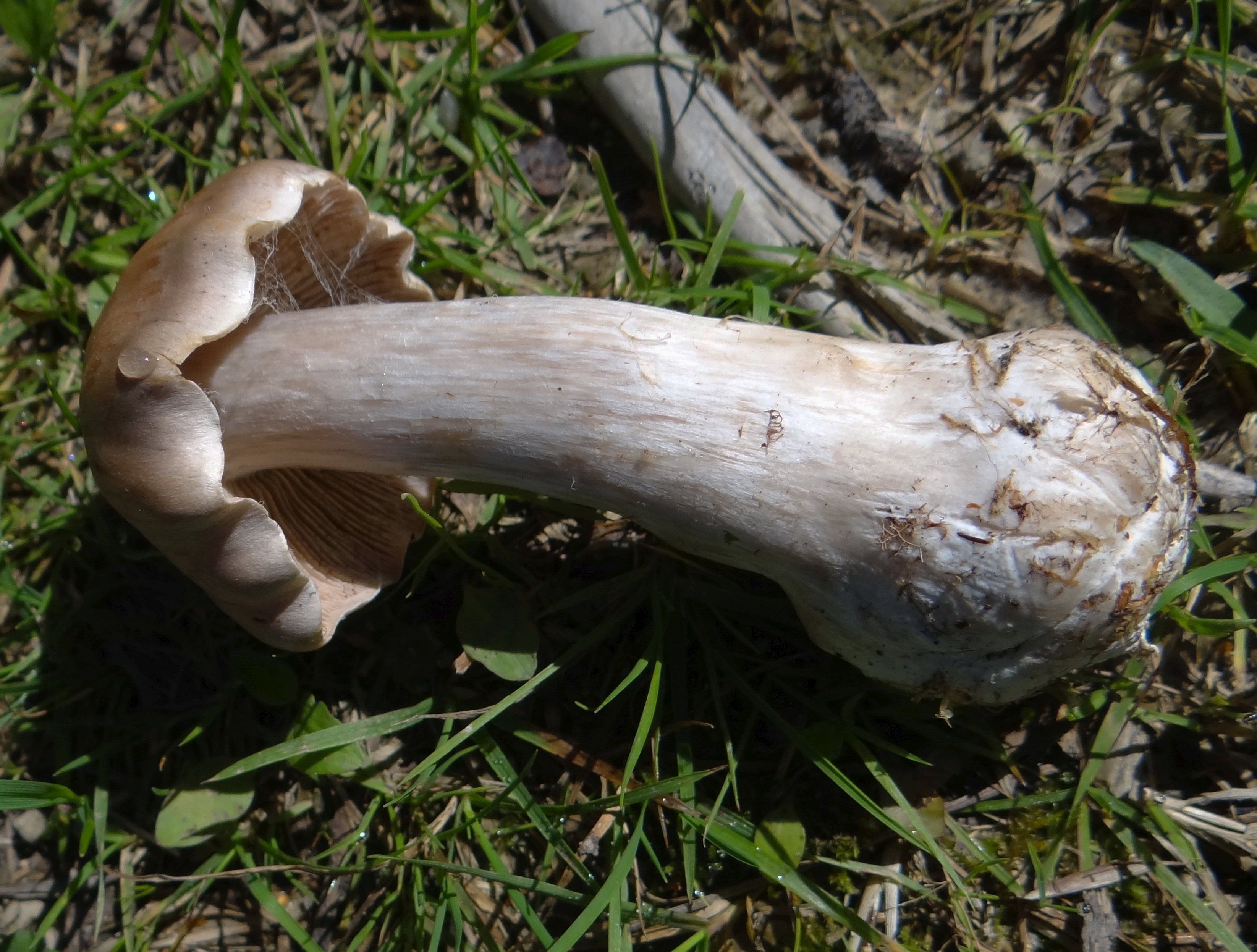

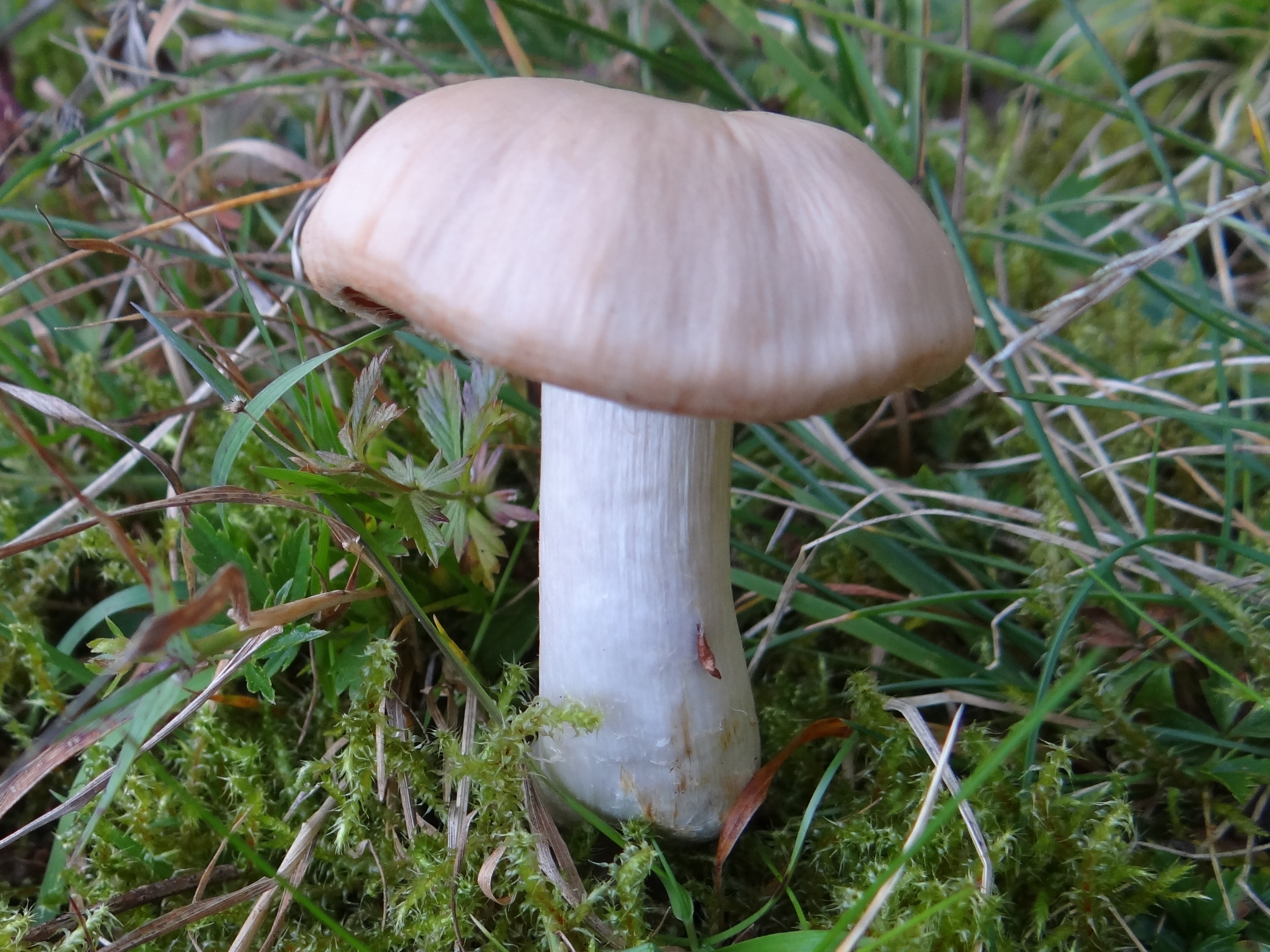

Zasłonak malachitowy (Cortinarius malachius (Fr.) Fr.) – gatunek grzybów należący do rodziny zasłonakowatych (Cortinariaceae).

## Systematyka i nazewnictwo
Pozycja w klasyfikacji według Index Fungorum: Cortinarius, Cortinariaceae, Agaricales, Agaricomycetidae, Agaricomycetes, Agaricomycotina, Basidiomycota, Fungi.
Po raz pierwszy zdiagnozował go w 1818 r. Elias Fries, nadając mu nazwę Agaricus malachius. Ten sam autor w 1838 r. przeniósł go do rodzaju Cortinarius.
Synonimy:

- Agaricus impennis var. lucorum Fr.
- Agaricus malachius Fr. 1818
- Cortinarius malachioides P.D. Orton 1958
- Cortinarius malachius f. cholagogus Bidaud, Moënne-Locc. & Reumaux 2002
- Cortinarius malachius f. crinitus Bidaud & Reumaux 2002
- Cortinarius malachius (Fr.) Fr. 1838 f. malachius
- Cortinarius malachius var. lucorum (Fr.) Soop 1990
- Cortinarius malachius (Fr.) Fr. 1838 var. malachius

Nazwę polską nadali Stanisław Domański w 1955 r. i Andrzej Nespiak w 1975 r.

## Morfologia
Kapelusz
Średnica 2–8 cm, początkowo wypukły, dzwonkowaty, potem łukowaty, w końcu spłaszczony z szerokim garbem. Powierzchnia jedwabista lub filcowata, o włókienkach dobrze przylegających. Jest nieco higrofaniczny; w stanie wilgotnym ma barwę początkowo blado liliową, potem beżową, w stanie suchym szarobrązową. Zasnówka biała.
Blaszki
Przyrośnięte, średniogęste, początkowo o barwie od purpurowej do brązowej, potem rdzawobrązowej, często z białymi ostrzami.
Trzon
Wysokość 4–9 cm, grubość 1–2 cm, walcowaty, z bulwą w podstawie. Powierzchnia jedwabista, w górnej części trzonu fioletowawa, niżej początkowo kremowa, potem brązowawa.
Miąższ grzyba
Miękki, białawy, w górnej części trzonu fioletowawy, u podstawy trzonu żółtawy. Smak i zapach niewyraźny.
Zarodniki
Elipsoidalne lub migdałowate, drobno i gęsto brodawkowane, o rozmiarach 9–11,5 × 6–7 μm.
Gatunki podobne
Podobny jest Cortinarius quarciticus, ale rośnie w lasach sosnowych i ma mniejsze zarodniki.

## Występowanie i siedlisko
Występuje w Ameryce Północnej, Europie i Maroku. W Polsce znajduje się na Czerwonej liście roślin i grzybów Polski. Ma status R – gatunek potencjalnie zagrożony z powodu ograniczonego zasięgu geograficznego i małych obszarów siedliskowych. W piśmiennictwie naukowym na terenie Polski do 2003 r. podano 7 stanowisk. Nowsze stanowiska podaje internetowy atlas grzybów.
Grzyb mykoryzowy. Rośnie na ziemi w lasach iglastych i mieszanych, najczęściej pod świerkami. Grzyb niejadalny.